# Balnacra
Balnacra (Schots-Gaelisch: Beul-àtha na Crà) is een dorp in de Schotse lieutenancy Ross and Cromarty in het raadsgebied Highland, ongeveer 11 kilometer van Lochcarron.